# جورج بنسون (عازف جاز)
جورج بنسون (بالإنجليزية: George Benson)‏ هو عازف جاز أمريكي، ولد في فبراير 1929، وتوفي في 9 مارس 2019.

## وصلات خارجية
- جورج بينسون على موقع ميوزك برينز (الإنجليزية)
- جورج بينسون على موقع ديسكوغز (الإنجليزية)